# 15822 Genefahnestock
15822 Genefahnestock eller 1994 TV15 är en asteroid i huvudbältet som upptäcktes 8 oktober 1994 av den amerikanske astronomen Eleanor F. Helin vid Palomar-observatoriet. Den är uppkallad efter astronomen Eugene G. Fahnestock.
Asteroiden har en diameter på ungefär 2 kilometer och den tillhör asteroidgruppen Hungaria.